# 永恆之王

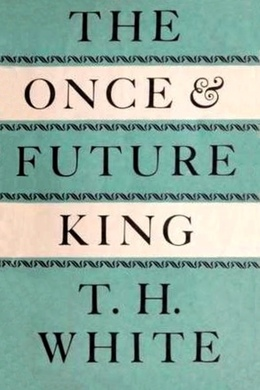
本書第一版的封面

《永恆之王》（The Once and Future King）, 是英国作家特伦斯·韩伯瑞·怀特（T. H. White）在1958年出版的一本关于亚瑟王的幻想小说。是怀特在1938年到1941年的作品的合集。本书的主题是人对于正义和人性的考虑的探索，当男孩亚瑟成为国王，并试图平息“强权即公理”（might makes right）在骑士中的普遍现象。但是最终骑士团还是功亏一篑，因为他还是使用武力来维持骑士团的正义。
本书的名字来源于《亚瑟之死》的亚瑟墓碑上的的描述：“亚瑟长眠于此，曾经为王，终将成王”（Here lies Arthur, king once, and king to be）。

## 出版历史
《石中剑》（The Sword in the Stone )1938
《空暗女王》（The Queen of Air and Darkness）1939（有的版本以《林中女巫》（The Witch in the Wood）為標題销售）
《残缺骑士》（The Ill-Made Knight）1940年
《风中烛》(The Candle in the Wind) 1958
《梅林之书》(The Book of Merlyn)1941

## 注解
1. ↑  托马斯·马洛礼爵士（1485），《亚瑟之死》（ Le Morte d'Arthur）。 William Caxton. "And many men say that there ys wrytten uppon the thumbe thys: HIC IACET ARTHURUS, REX QUONDAM REXQUE FUTURUS."